# Richard Salcedo
Richard Salcedo es un cantante y compositor de música vallenata principalmente, pero también interpreta la cumbia y el porro y toca el acordeón. 
Nació en Maracaibo, en el Estado Zulia el 3 de octubre de 1967. pero criado en Morroa, en el Departamento de Sucre Colombia
Se inicia como voz líder de la agrupación vallenata Binomio de Oro de América con el que recorre todo el país y muchos países como Ecuador, Venezuela, México, Estados Unidos y Europa, entre otros. Consolida su imagen al lado del Binomio de Oro.